# Marco Coletti
Pour les articles homonymes, voir Coletti.
Pas d'image ? Cliquez ici

a Compétitions nationales et continentales officielles uniquement.

Marco Coletti (né le 10 mars 1984 à San Donà di Piave, dans la province de Venise, en Vénétie) est un joueur de rugby italien. 

## Biographie
Marco Coletti effectue la majorité de sa carrière en Italie, dans le Super 10, disputant également des rencontres de challenge européen. Il dispute une saison en France, en Pro D2, avec la Section paloise, disputant sept rencontres. 